# Síria nos Jogos Olímpicos de Verão de 1980
A Síria competiu nos Jogos Olímpicos de Verão de 1980, em Moscou, União Soviética. O país retornou às Olimpíadas após perder os Jogos Olímpicos de Verão de 1976 em Montreal.

## Resultados por Evento

### Atletismo
100m masculino
- Nabil Nahri
  - Eliminatória — 10.67 (→ não avançou)

200m masculino
- Nabil Nahri
  - Eliminatória — 22.14 (→ não avançou)

800m masculino
- Mohamed Makhlouf
  - Eliminatória — 1:52.3 (→ não avançou)

1.500m masculino
- Mohamed Makhlouf
  - Eliminatória — 4:00.4 (→ não avançou)

10.000m masculino
- Akel Hamdan
  - Eliminatória — 31:21.9 (→ não avançou)

110m com barreiras
- Maher Hreitani
  - Eliminatória — 15.45 (→ não avançou)

400m masculino
- Amer Maaraoui
  - Eliminatória — 53.26 (→ não avançou)

3.000m com obstáculos masculino
- Abdul Karim Joumaa
  - Eliminatória — 9:29.4 (→ não avançou)

Salto em altura masculino
- Ahmad Balkis
  - Classificatória — 2,05 m (→ não avançou)

Lançamento de disco feminino
- Adnan Houry
  - Classificatória — 47,52 m (→ não avançou, 16º lugar)

800m feminino
- Hala El-Moughrabi
  - Eliminatória — 2:17.6 (→ não avançou)

1.500m feminino
- Hala El-Moughrabi
  - Eliminatória — não começou (→ não avançou)

Salto em altura feminino
- Dia Toutounji
  - Classificatória — sem marca (→ não avançou)

Salto em distância feminino
- Dia Toutounji
  - Classificatória — não começou (→ não avançou, sem classificação)

### Boxe
Peso Mosca-ligeiro (– 48 kg)
- Adel Hammoude
  - Primeira rodada — Perdeu para Dumitru Şchiopu (Romênia) por nocaute no segundo round

Peso Mosca (– 51 kg)
- Talal Elchawa
  - Primeira rodada — Perdeu para Emmanuel Mlundwa (Tanzânia) após o juiz interromper a luta no segundo round

Peso Galo (– 54 kg)
- Fayez Zaghloul
  - Primeira rodada — Bye
  - Segunda rodada — Derrotou Souneat Ouphaphone (Laos) on points (5-0)
  - Terceira rodada — Perdeu para Michael Anthony (Guiana) por pontos (2-3)

Peso Pena (– 57 kg)
- Nidal Haddad
  - Primeira rodada — Perdeu para Carlos González (Mexico) por pontos (0-5)

Peso Meio-médio ligeiro (– 63,5 kg)
- Farez Halabi
  - Primeira rodada — Derrotou Kampanath (Laos) on points (3-2)
  - Segunda rodada — Perdeu para Patrizio Oliva (Itália) após o juiz interromper a luta no primeiro round

Peso Pesado (+ 81 kg)
- Naasan Ajjoub
  - Primeira rodada — Perdeu para Petr Stoimenov (Bulgária) após o juiz interromper a luta no segundo round